# Emscherkunst

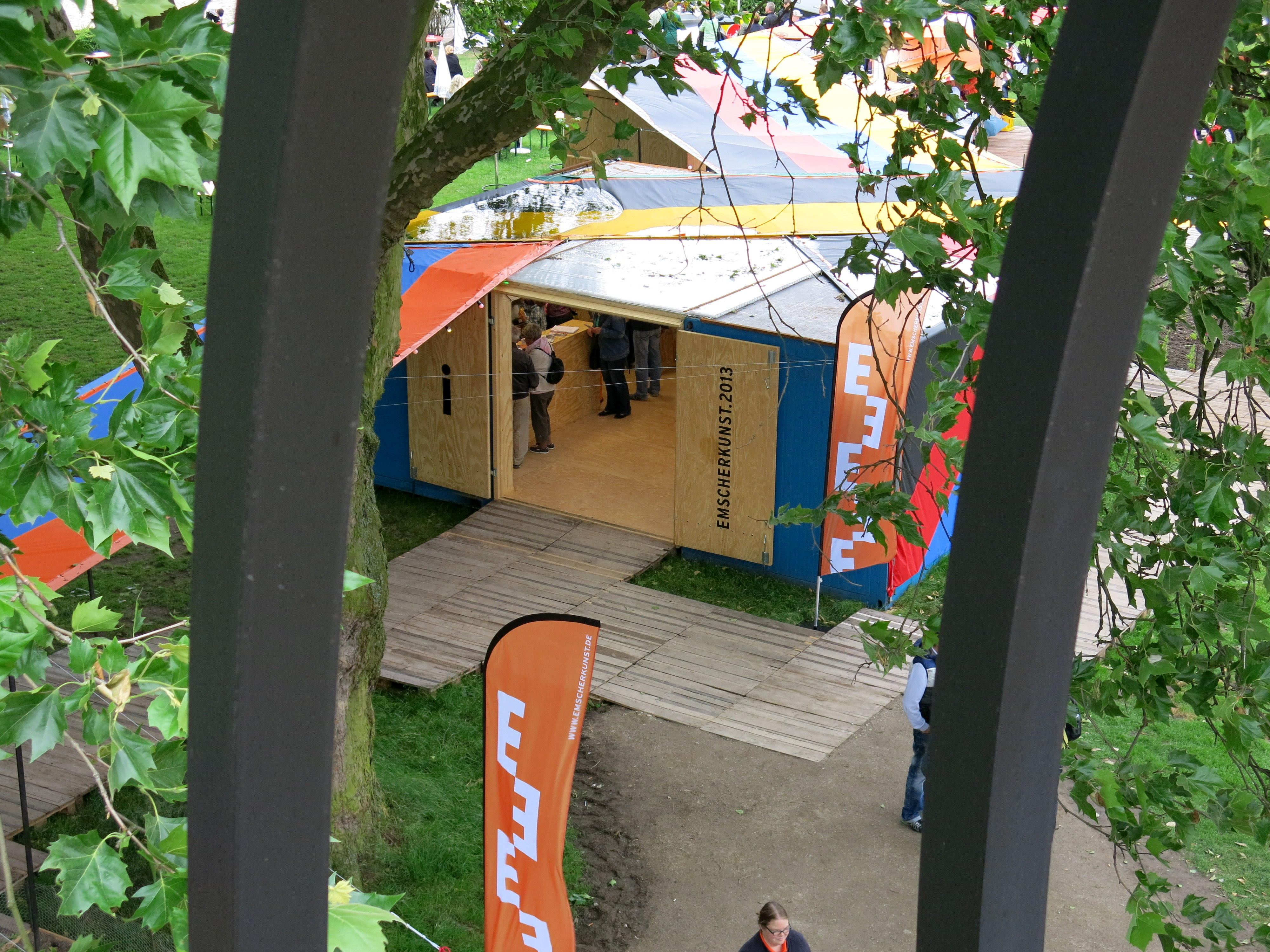
Eröffnung der Emscherkunst 2013 auf der Emscherinsel in Oberhausen

Die Emscherkunst (Eigenschreibweise EMSCHERKUNST) ist eine internationale Kunstausstellung im öffentlichen Raum des nördlichen Ruhrgebiets, etabliert seit 2010. Im März 2019 wurde entschieden den Skulpturenweg als Emscherkunstweg fortzuführen.

## Themen

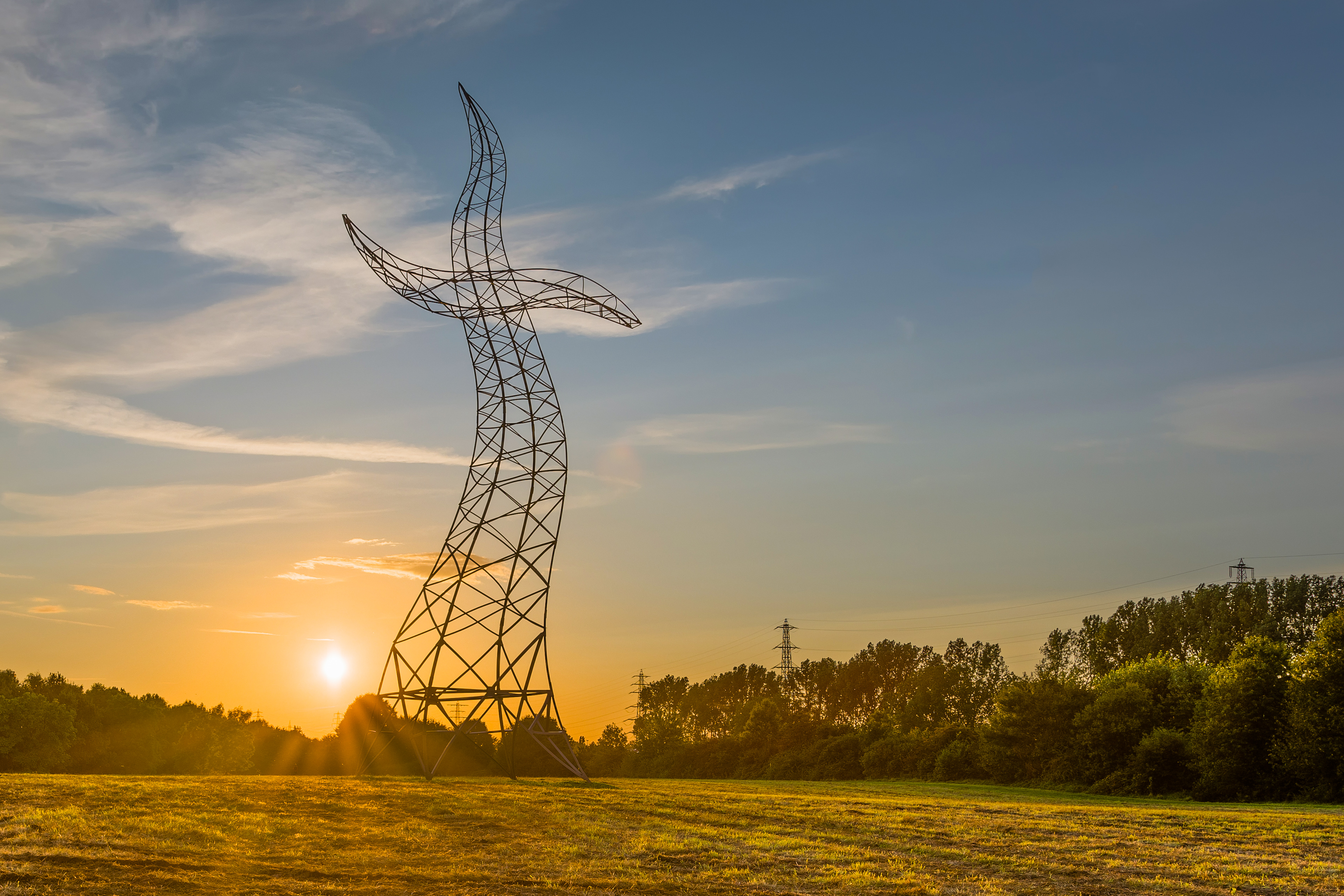
Zauberlehrling, eine 35 Meter hohe Stahlskulptur, die an einen tanzenden Strommast erinnert. Emscherkunst 2013.

Thematisch sollte die Kunsttriennale dem Gedankengut der Internationalen Bauausstellung Emscher Park (1989–1999) folgen und den Strukturwandel dieser Region sowie den EmscherUmbau bis 2020 begleiten. Dieses größte Renaturierungsprojekt Europas hatte die Umwandlung des offenen Abwasserkanals Emscher zurück in einen natürlichen Flusslauf zum Ziel.
Jede Ausstellung sollte daneben auch auf aktuell relevante Themen eingehen. Kurator war Florian Matzner. Künstlerisch legten die Ausstellungen Wert auf einen Mix aus internationalen, nationalen sowie lokalen Künstlern aus den unterschiedlichen Kunstbereichen der Bildenden Kunst, Architektur, Design und visuellen Kunst.

## Orte
Ausstellungsraum der Emscherkunst sind ungewöhnliche Orte entlang der Emscher, wie beispielsweise ehemaliges industrielles Brachland, einstige Kläranlagen oder unentdeckte Naturräume. Diese vorher oft unzugänglichen Orte werden erst durch Kunst für die Bevölkerung geöffnet. Räumlich weitet sich das Ausstellungsareal dabei Stück für Stück aus. 2010 stand die Emscherinsel zwischen Oberhausen und Castrop-Rauxel im Mittelpunkt der Ausstellung. 2013 ging sie dann weiter westwärts in Richtung Duisburg und Dinslaken mit der Emschermündung und 2016 über Herne, Recklinghausen, Castrop-Rauxel und Dortmund bis zum Emscherquellhof in Holzwickede. Bis 2020 sollte das gesamte Neue Emschertal durch teils dauerhafte, teils temporäre Kunstinstallationen aus einem neuen Blickwinkel zu erleben sein und ein Gebiet von insgesamt 865 km² für die Bevölkerung neu erschließen.

## Partner
Die Ausstellungen haben die drei Kooperationspartner Emschergenossenschaft, Kulturhauptstadt Ruhr.2010 und dem Regionalverband Ruhr (RVR). Finanziell gefördert wurden und werden die Ausstellungen durch das Land Nordrhein-Westfalen. sowie durch private und öffentliche Sponsoren.

## Emscherkunst.2010

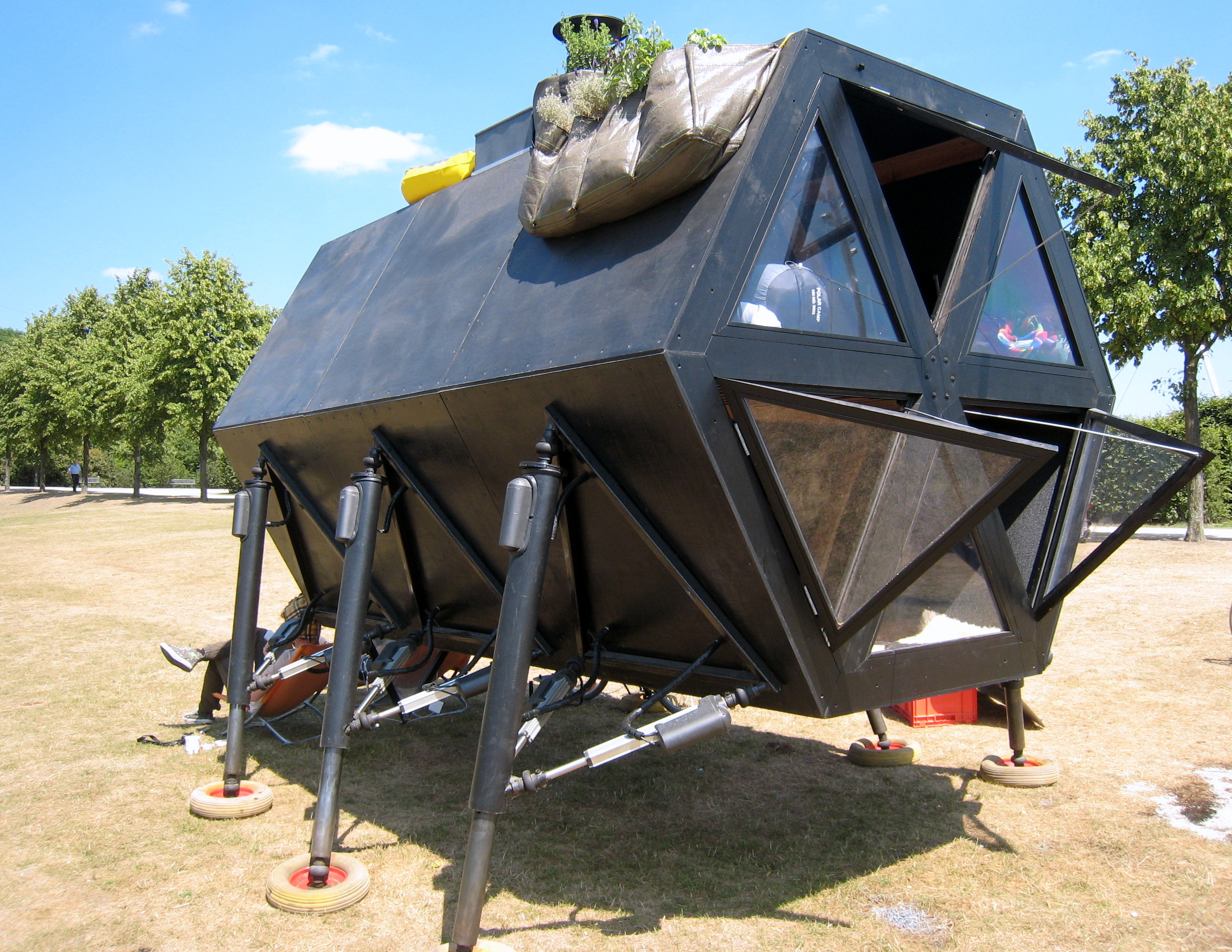
Walking House. Emscherkunst 2010.

Ihren Auftakt hatte sie während der Europäischen Kulturhauptstadt RUHR.2010 unter dem Namen Emscherkunst.2010. Etwa die Hälfte der Kunstwerke sind dauerhaft im Landschaftsraum verblieben.

## Emscherkunst.2013
Als Triennale wurde sie im Jahr 2013 fortgesetzt. Die Emscherkunst.2013 wurde von der Jury des Nationalkomitees der UN-Dekade Bildung für nachhaltige Entwicklung als Beitrag zur UN-Dekade ausgewählt. Damit ehren die Vereinten Nationen Initiativen und Projekte, die sich für die Vermittlung nachhaltigen Denken und Handelns einsetzen. Unter anderem hatte sich der chinesische Künstler Ai Weiwei 2013 mit seinem Projekt The Dragons Tail beteiligt, der Installation einer Zeltstadt. Besucher konnten hier in 1.000 Zelten direkt an der Emscher übernachten. Die Ausgabe 2013 der Kunstschau lief vom 22. Juni bis zum 6. Oktober 2013. Von der Emscherkunst.2013 sind zwei Kunstwerke dauerhaft im Landschaftsraum verblieben.

## Emscherkunst.2016
Nach Abschluss der Emscherkunst 2016 verbleiben fünf Skulpturen dauerhaft.

## Emscherkunstweg
Im März 2019 wurde entschieden, die temporär angelegte Emscherkunst als Dauerausstellung unter dem neuen Namen Emscherkunstweg zu verstetigen. Diese Verstetigung und die Erweiterung des Emscherkunstwegs wird von Britta Peters, Künstlerische Leiterin von Urbane Künste Ruhr, konzipiert und zusammen mit der Kuratorin Marijke Lukowicz umgesetzt. Zu den 18 Kunstwerken, die im Rahmen der drei Emscherkunst-Ausstellungen zwischen 2010 und 2016 entstanden sind, ist der Emscherkunstweg bis März 2025 um fünf Neuproduktionen erweitert worden. Dazu kommt eine Dependance von dasparkhotel in Castrop-Rauxel, so dass mittlerweile 24 Skulpturen und Installationen von der wechselvollen Geschichte des Ruhrgebiets, aber auch von einem ganz besonderen Fluss und einem der größten Renaturierungsprojekte Europas erzählen.